# Photoscotosia palaearctica
Photoscotosia palaearctica är en fjärilsart som beskrevs av Otto Staudinger 1882. Photoscotosia palaearctica ingår i släktet Photoscotosia och familjen mätare. Inga underarter finns listade i Catalogue of Life.